# Liogenys grandis
Liogenys grandis är en skalbaggsart som beskrevs av Philippi 1864. Liogenys grandis ingår i släktet Liogenys och familjen Melolonthidae. Inga underarter finns listade i Catalogue of Life.